# Добровольський Олександр Борисович
Добровольський Олександр Борисович (2 жовтня 1970, Билбасі́вка — 8 серпня 2021, Слов'янськ) — український історик, публіцист, політичний діяч, ідеолог українського націоналізму, діяч «Просвіти», один з фундаторів та виконувач обов'язків командира УНА-УНСО на Донеччині. Є автором, співавтором і упорядником книг, збірників та наукових статей на тему українського громадсько-політичного руху та підпільного руху опору комуністичному режиму СРСР на Донбасі.

## Життєпис
|  | Я глухий провінціал, тому, що живу за 120 кілометрів від Донецька, у Слов΄янському районі. Я не любитель виступати з такими лекціями, не любитель світиться. Але я маю відкриту біографію і можу робити свою справу, як казав Макашов: «Не боючись ні перов, ні серов, ні херов...». |

Олександр народився 2 жовтня 1970 року в смт Билбасі́вка неподалік від Слов'янська. Мати хлопчика  Неля Дмитрівна померла у віці 28 років від важкої хвороби, залишивши шестирічного Сашка сиротою. Після смерті матері хлопчик виховувався у рідного діда Кулика Дмитра Івановича і бабусі Мотрі Костянтинівни. Саме дід Дмитро став для хлопця взірцем людяності і принциповості. 
В шкільні роки був талановитим учнем, почав цікавитися історією ще з 8 років, збирав місцеві перекази про козаків та гайдамаків, мав величезну бібліотеку  історичної і художньої літератури, періодичних видань. З самого дитинства захоплювався історією українського козацтва, пізніше -  повстанського  руху Нестора Махна, що згодом стало підґрунтям для написання статті "Козацький чорний Ангел". У віці  16 років заміняв вчителя історії. Своєю харизматичністю та цікавим викладанням предмету в один з таких уроків вразив ученицю Ларису Голуб, яка вже в дорослому житті стала йому другом та дружиною. Після закінчення Билбасівської загальноосвітньої школи в 1988 році вступив на омріяний історичний факультет Донецького національного університету. 
Навесні 1990 року юний студент 2 курсу університету, Сашко Добровольський написав курсову роботу «Українська повстанська армія (короткий нарис — розвідка)». Робота, яку йому заборонили захищати, і через яку студент змушений був полишити навчання в університеті. Ініціатором виключення Сашка з університету був доцент, а згодом професор, Нікольський Володимир. Той самий, який вже у нові часи видав книжку «Підпілля ОУН на Донеччині» (2001 р.), а з 2014 року прислуговував у Донецьку окупантам.
Попри перепони, Сашко здобув вищу педагогічну освіту на філологічному факультеті Слов'янського педагогічного інституту в 2002 році.
1992 року став одним із фундаторів та командиром Донецької Крайової команди УНА-УНСО і автором проукраїнських листівок, зокрема "Українці Донбасу", за яку було заведено кримінальну справу.

6 вересня 1993 року Сашко став одним з центральних учасників Маяцьких подій. (В селі Маяки Крайова команда УНСО мала вшанувати пам'ять загиблих козаків, які в 1668 році на місці де стояла фортеця Маяцьк підняли повстання під проводом Івана Сірка проти московських воєвод. Після того через три місяці до цього ж місця прийшов з каральною експедицією воєвода Баратинський і повністю вирізав мешканців фортеці. Тільки через два роки місце почали заново заселяти.) На місці подій священники Української греко-католицької церкви, Української автокефальної православної церкви та  Крайова команда УНСО встановили пам'ятний хрест, а священник Української греко-католицької церкви провів панахиду на знак вшанування пам'яті всіх хто загинув під час подій 1668 року - і українців і росіян, разом з тим малося на меті показати єдність православ'я в Україні. На це миттєво відреагували представники Російської православної церкви в Україні, які всіма силами намагалися цього не допустити підбурюючи місцеве населення та переводячи події в площину релігійного конфлікту. Вони підтягнули до місця подій релігійних фанатиків своєї церкви та інших людей, які намагалися спровокувати бійку з учасниками вшанування. Події розгорталися на очах та при бездіяльності представників силових органів та органів держбезпеки. Внаслідок дій провокаторів священник Української автокефальної православної церкви не мав змоги провести службу. В телеінтерв'ю Сашко висловив думку, що події дають підстави вважати про змову влади і Російської православної церкви про ескалацію провокативних дій щодо заходу вшанування, їх ескалація мала на меті спровокувати бійку та показати український рух в негативному світлі. Проте учасники вшанування не стали вступати в бійку з провокаторами і відслужили панахиду трохи відійшовши від попереднього місця. За словами одного з священників Російської церкви, який  підбурював своїх прихожан до бійки, "конфлікт виник тому, що в чужий дім прийшли  злодії і почали встановлювати свої порядки". Після цих подій Сашко був виключений Корчинським з УНСО і почалися тиски і зачистки по осередкам.
1996 року притягався до відповідальності за діяльність в організації «Тризуб».
З 1998 року Олександр працював у архівах Донецької області, досліджував український рух на Донеччині починаючи з 1917 року. Завдяки Сашковій цілеспрямованості та завзятості ці документи збережені та оприлюднені в його книгах.
Працюючи в Донецькому обласному архіві СБУ, він дослідив тисячі справ НКВС, вироки радянських судів, проаналізував діяльність оунівського і радянського підпілля на Донеччині в період окупації, висвітлив багаточисельні спроби українського відродження, діяльність Просвіти і її членів на Донбасі. Сашко на основі архівних даних, свідчень учасників спротиву, співробітників НКВС, доводив що комуністична каральна машина була така ж, як і нацистська, але більш жорстока, цинічна й безпощадна.
В 2000 році Сашко мав зустріч з Євгеном Стахівим. Останній став патроном діяльності Сашка і виділив 5000 доларів США на подальший викуп справ тоталітарної агентури з архівів СБУ та на видання книги.
Нагороджений медаллю "15 років УНСО"  I ступеню 19 серпня 2008 року.
В 2014 році, під час окупації Слов'янська російськими терористичними військами, він був під номером 1 в їх «розстрільному списку» з наступним формулюванням «1. Добровольський Александр (Сашко). г. Славянск, глава „Просвиты“, журналист и писатель, восхваляет деятельность ОУН и УПА в Донбассе в период 1941—1943 г. Автор книги „Просвита под багнетом“, сотрудничает с СБУ, имеет доступ к архивам, очень опасный и идейный враг.»
Сашка почали переслідували російські терористи. Йому телефонували і писали з погрозами. Одна з них — конверт, перекинутий вночі через паркан, Сашко вважав «чорною міткою» для себе.
В цей час російські окупанти шукали Сашка повсюди. Він змушений був закопати свій напрацьований архів документів і виїхати на територію України, вільну від окупації — до свого друга в Дніпро. Там він продовжував займатися просвітницькою діяльністю, читав лекції у вищих навчальних закладах міста Львів.
Коли, після визволення Слов'янська, повернувся до дому, — розгледів у коридорі «привіт від сєпарів» — розтяжку, яку знешкодив сам. «Як-не-як — колишній в. о. командира Донецького УНСО», — казав він тоді.
В 2020 році Олександр випускає друком другий том праці «Від УНР до ОУН: український рух на Донеччині 1917—1959 рр.»
До останнього Сашко був сфокусований над допрацюванням першого тому цієї книги. Він планував додати в нього документи з архівів СБУ, які викривали тоталітарну агентуру та донощиків НКВД в місті Костянтинівці.
6 серпня 2021 року він був госпіталізований до лікарні з важким інсультом.
8 серпня Сашко відійшов у вічність.
10 серпня на цвинтарі у Билбасі́вці відбулась урочиста церемонія поховання. Місце поховання Олександра Добровольського (48°50′39.0″ пн. ш. 37°29′43.2″ сх. д. / 48.844167° пн. ш. 37.495333° сх. д.) планується до включення в туристичні маршрути Донеччини.

## Творча спадщина
Свої перші книги Сашко робив самвидавом, власними руками підрізав сторінки та фіксував їх у книги прищіпками. «Ти не розумієш» — говорив він, — «У нас тут все по іншому — це Донбас… Я йду, копаю металолом, продаю, тими грошима виставляю могорич і отримую документи».
- «Донецьке козацтво», 1998 рік (за матеріалами архівних документів висвітлюється український національний рух 1917 — 1920-х років, діяльність української автокефальної православної церкви (УАПЦ) та діяльність антибільшовицького махновського руху опору на Донеччині в перші роки комуністичного режиму СРСР в Україні);
- «Михайло Петренко: дивлюсь я на небо…» у співавторстві з В. Мікушевим, 2002 рік;
- Путівник «Легенди Слов'янщини», 2007 рік;
- «Просвіта під багнетом» 2007, 2008 роки;
- «Його таємниця. Невідомий М. Петренко» у співавторстві з В. Мікушевим, 2008 рік;
- «ОУНівське підпілля Донеччини», 2009 рік
- Статті у збірниках "Реабілітовані історією", "Правда через роки" (Донецька область 2001 рік) співавтор альбому «Відома та невідома Олексієво-Дружківка»  та збірника по історії Артемівського району Донеччини, 2009 рік;
- Збірник «Діяльність ОУН на Сході України» — нарис про оунівське підпілля та «Просвіту» у Слов'янську під час німецької окупації, 2010 рік;
- «Збірник документів «ОУН на Донеччині» за матеріалами вивезеного до РФ архіву УСБУ у Донецькій області, 2013 рік.
- «ОУН на Донеччині (збірник документів та матеріалів), том 1», 2014 рік.
- «Від УНР до ОУН: український рух на Донеччині 1917—1959 рр. том 2» за матеріалами архівів УСБУ (КДБ) у Донецькій області, 2020 рік[14].
- «Українська революція 1917–1921 рр. на Донеччині: історико-краєзнавчі розвідки» (у співавторстві), 2020 рік (передрук з статті «Українське відродження на Донеччині й Луганщині в 1917-22 роках [Архівовано 6 січня 2022 у Wayback Machine.]», 2011 рік).

### Відеотека
- Маяцькі події, 1993 рік, інтерв'ю з 21:47 на YouTube
- Лекція Олександра Добровольського у Донецьку, 07.04.2012 на YouTube
- Пам'яті Сашка Добровольського, 2015 рік на YouTube
- Сашко Добровольский на презентації книги Олега Максименко 7 лютого 2015 року на YouTube
- Презентація другого тому книги  «Від УНР до ОУН: український рух на Донеччині 1917—1959 років»  у Костянтинівці, до свята Дня Добровольця, 14.03.2021 на YouTube
- Телебачення Слов'янська – С-плюс: Пам'яті Олександра Добровольського, 2021 рік на YouTube